# Mechinagar
Mechinagar ist eine Stadt in Nepal.

## Geografie
Mechinagar liegt im Distrikt Jhapa im äußersten Osten Nepals, nahe der Grenze zu den indischen Bundesstaaten Westbengalen und Bihar.
Die Stadt wurde im Jahr 1996 durch den Zusammenschluss der Hauptorte Kakarbhitta (Grenzübergang nach Indien), Itabhatta und Dhulabari (Handels- und Versorgungszentrum der Stadt) mit einer Vielzahl von Dörfern und Kleinsiedlungen geschaffen. Naturräumlich gehört Mechinagar zur Landschaft des Terai, dem am niedrigsten gelegenen, zur Gangesebene gehörenden Teil des Himalayastaates. Das Gebiet wird vom Grenzfluss Mechi geprägt. Die 12 Kilometer südlich gelegene Stadt Bhadrapur besitzt mit dem Flugplatz Chandragadhi einen hohen Stellenwert für die Infrastruktur und touristische Erschließung der ostnepalesischen Grenzregion von der auch Mechinagar profitiert.
Mechinagar bildet den östlichen Endpunkt der Überlandstraße Mahendra Rajmarg.
Das Stadtgebiet umfasst 55,72 km².

## Einwohner
Mechinagar hatte bei der Volkszählung des Jahres 2011 57.545 Einwohner (davon 27.588 männlich) in 13.181 Haushalten.

## Geschichte
Das Gebiet an der Ostgrenze Nepals befindet sich in einer dicht bevölkerten Region des Landes. Die Ostregion Nepals ist jedoch in jüngster Vergangenheit (beispielsweise im September 2008) von Hochwasser stark in Mitleidenschaft gezogen worden, bei diesen Naturkatastrophen wurden zahlreiche Orte ausgelöscht.
In der Umgebung der Stadt Kakadvitta befindet sich seit 1991 eines der bedeutendsten Flüchtlingslager der aus den südlichen Provinzen des Nachbarlandes Bhutan vertrieben Minderheiten. Die Situation dieser Flüchtlinge wird vom UNHCR als dramatisch eingeschätzt, es kam an der Mechin-Brücke im Niemandsland zwischen Nepal und Indien zu einer Sitzblockade und Ausschreitungen mit mindestens zwei Toten. Inzwischen konnten 20.000 Personen in andere asiatische Staaten durch ein Hilfsprogramm des UNHCR umgesiedelt werden.